# Dekanat Stary Sącz
Dekanat Stary Sącz – dekanat wchodzący w skład diecezji tarnowskiej.
Dekanat składa się z parafii:
- Barcice – Parafia Najświętszej Maryi Panny Wniebowziętej w Barcicach
- Gaboń – Parafia Matki Bożej Częstochowskiej w Gaboniu
- Gołkowice Górne – Parafia św. Antoniego Padewskiego w Gołkowicach Górnych
- Moszczenica Niżna – Parafia św. Mikołaja w Moszczenicy Niżnej
- Nowy Sącz- Biegonice – Parafia św. Wawrzyńca Męczennika
- Nowy Sącz – Parafia św. Jana Chrzciciela w Nowym Sączu
- Olszanka – Parafia Najświętszej Maryi Panny Królowej Polski w Olszance
- Podegrodzie – Parafia św. Jakuba Starszego Apostoła
- Przysietnica – Parafia św. Jana Chrzciciela w Przysietnicy
- Stary Sącz – Parafia Miłosierdzia Bożego
- Stary Sącz – Parafia św. Elżbiety Węgierskiej
- Żeleźnikowa Wielka – Parafia św. Michała Archanioła w Żeleźnikowej Wielkiej